# Axonopus moronei
Axonopus moronei là một loài thực vật có hoa trong họ Hòa thảo. Loài này được Giraldo-Cañas mô tả khoa học đầu tiên năm 1998.